# SN 2000bl
SN 2000bl – supernowa odkryta 24 marca 2000 roku w galaktyce A085520-0723. W momencie odkrycia miała maksymalną jasność 19,40m.